# Welthaus Bielefeld

Das Logo des Vereins

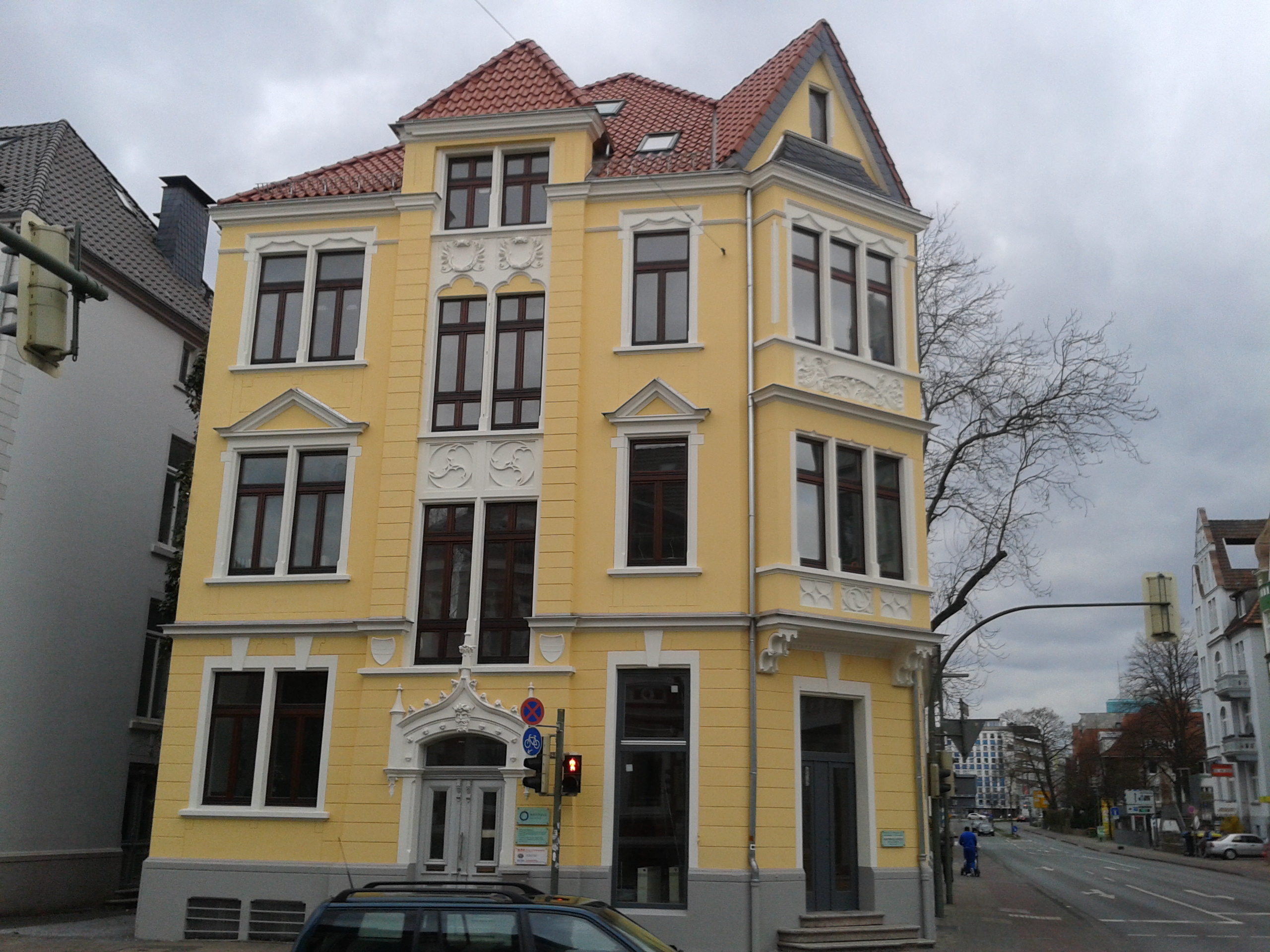
Sitz des Welthaus e.V. in Bielefeld. Paulusstraße Ecke August-Bebel-Straße.

Welthaus Bielefeld e.V. ist ein gemeinnütziger Verein in Bielefeld. Er wurde 1980 als Dritte-Welt-Haus Bielefeld gegründet und 1999/2000 umbenannt. Er setzt sich für eine sozial gerechte und ökologisch zukunftsfähige Entwicklung ein. In der Nichtregierungsorganisation arbeiten insgesamt rund 120 Ehrenamtliche und ca. 20 hauptamtliche Kräfte.

## Organisation
Das Welthaus Bielefeld ist ein eingetragener Verein, dem ein ehrenamtlicher, sechsköpfiger Vorstand vorsteht. Dieser setzt eine hauptamtliche Geschäftsführung ein. Die 15 Hausgruppen bilden neben der hauptamtlichen Arbeit einen zentralen Bestandteil des Welthaus Bielefeld. Geschäftsführerin ist Beate Wolff.
Im Juli 2009 wurde eine Stiftung gegründet. Sie trägt den Namen Stiftung Welthaus Bielefeld. Die Stiftung hat das Ziel, Entwicklungszusammenarbeit und Völkerverständigung zu fördern, mit besonderem Fokus auf Menschenrechte und einer sozial gerechten Weltwirtschaftsordnung.

## Arbeitsbereiche

### Entwicklungszusammenarbeit
Im Mittelpunkt der Aktivitäten des Welthauses stehen die entwicklungsbezogene Bildungsarbeit und die solidarische Entwicklungszusammenarbeit. Unter anderem ist das Welthaus Bielefeld in Entwicklungsprojekten in Guatemala, Mexiko, Nicaragua und Peru aktiv. Die Projekte sollen dazu beitragen, dass sich die Lebensumstände in den jeweiligen Ländern verbessern, z. B. durch Klimaschutzmaßnahmen oder durch die Förderung von Frauenrechten.

### Städtepartnerschaft
Das Welthaus setzt sich seit seiner Gründung 1980 für die Solidaritätsarbeit mit Nicaragua ein. Es fördert die Entwicklung der Partnerstadt Estelí in Nicaragua seit Beginn der Städtepartnerschaft mit Bielefeld im Jahr 1995. Zum Beispiel wurde der Wiederaufbau eines Stadtviertels unterstützt, das durch einen Hurricane zerstört wurde. Auch heute noch hilft das Welthaus sozialen Projekten in Nicaragua und betreibt Öffentlichkeitsarbeit für die Städtepartnerschaft.

### Freiwilligendienst weltwärts
Seit 2008 ist der Verein weltwärts im Welthaus aktiv. Er ermöglicht Freiwilligen, in Projekten in Mexiko, Ecuador, Peru, Mosambik und Südafrika mitzuwirken. weltwärts stellt dazu den Kontakt mit den Partnerorganisationen in den Zielländern her, unterstützt die Freiwilligen mit Seminaren bei der Planung und Vorbereitung, und hilft ihnen bei der Finanzierung ihres Einsatzes. Zudem fungiert weltwärts vor, während und nach dem Auslandsaufenthalt als ständiger pädagogischer Ansprechpartner in Deutschland. Seit 2014 wird auch die Komponente Süd-Nord des Programms in Bielefeld durchgeführt. Das heißt, dass Menschen aus Ländern des Globalen Südens für eine Zeit in Deutschland leben und dort soziale Organisationen mit ihrer Mitarbeit unterstützen.

### Bildung und Öffentlichkeitsarbeit
Das Welthaus unterstützt Schulpartnerschaften und Projekte zum globalen Lernen. Dazu werden auch Lehrkräfte fortgebildet und Unterrichtsmaterialien zum Thema Entwicklungsarbeit angeboten, zu denen man in der Mediothek des Welthaus Zugriff erhalten kann. Darüber hinaus wird die Datenbank für Unterrichtsmaterialien der Eine Welt Internet Konferenz (EWIK) betrieben.

### Kulturarbeit
Das Welthaus Bielefeld ist neben dem Shademakers Club Veranstalter des Bielefelder Carnival der Kulturen, der seit 1997 jährlich stattfindet. Außerdem werden weitere Veranstaltungen unterstützt, die zum kulturellen Dialog beitragen, z. B. die Weltnächte.
Auch ein Café und Ladengeschäft werden im Welthaus betrieben. Dort werden Lebensmittel und Kunsthandwerk aus Fairem Handel angeboten.